# 와다 다쿠미
와다 다쿠미(일본어: 和田 拓三, 1981년 10월 20일 ~ )는 일본의 전 축구 선수이다.

## 구단 경력
과거 시미즈 에스펄스, 요코하마 FC, 도쿄 베르디, 제프 유나이티드 지바, 아비스파 후쿠오카에서 활동하였다.